# Przyjdź słodka śmierci
Przyjdź, słodka śmierci (niem. Komm Süßer Tod) – austriacka czarna komedia z 2000 roku w reżyserii Wolfganga Murnbergera, zrealizowana na podstawie powieści Wolfa Haasa pod tym samym tytułem. Premiera filmu miała miejsce 22 grudnia 2000.

## Obsada
- Josef Hader jako Simon Brenner
- Simon Schwarz jako Berti
- Barbara Rudnik jako Klara
- Michael Schönborn jako Junior
- Bernd Michael Lade jako Gross, „Piefke”
- Nina Proll jako Angelika Lanz
- Karl Markovics jako Jäger
- Reinhard Nowak jako Hansi Munz